# Coromoro
Coromoro ist eine Gemeinde (municipio) im Departamento Santander in Kolumbien.

## Geographie
Die Gemeinde Coromoro liegt in der Provinz Guanentá im südöstlichen Santander in den kolumbianischen Anden auf einer Höhe von etwa 1500 Metern und hat eine Jahresdurchschnittstemperatur von 21 °C. Coromoro liegt 148 Kilometer von Bucaramanga entfernt. An die Gemeinde grenzen im Norden Mogotes und San Joaquín, im Osten Onzaga, im Süden Belén im Departamento de Boyacá und Encino und im Westen Charalá.

## Bevölkerung
Die Gemeinde Coromoro hat 7659 Einwohner, von denen 1094 im städtischen Teil (cabecera municipal) der Gemeinde leben (Stand: 2019).

## Geschichte
Auf dem Gebiet des heutigen Coromoro lebte vor der Ankunft der Spanier das indigene Volk der Guanes. Das Wort Coromoro ist indigenen Ursprungs und bedeutet „Bad der Götter“. Der Ort wurde 1729 von Guillermo Díaz gegründet. 1932 erhielt Coromoro den Status einer Gemeinde.

## Wirtschaft
Der wichtigste Wirtschaftszweig in Coromoro ist die Landwirtschaft. Es werden vor allem Kaffee, Zuckerrohr, Mais, Maniok, Bananen sowie Zitrusfrüchte angebaut. Zudem gibt es Viehwirtschaft und die Herstellung von Milcherzeugnissen und Honig.